# Landschap met herdersvolk en vee
Landschap met herdersvolk en vee is een schilderij door de Noord-Nederlandse schilder Dirck van Bergen in het Rijksmuseum in Amsterdam.

## Voorstelling
Het stelt een Italiaans landschap voor met daarin een herderin die haar voeten wast in een plas op de voorgrond. Om haar heen heeft haar vee zich verzameld, bestaande uit koeien, een liggend kalf, schapen en een bok. Links is een stenen brug te zien met daaronder een pastoraal tafereel met een herder en een herderin. Van Bergen was een leerling van de Amsterdamse schilder Adriaen van de Velde, die ook dit soort pastorale landschappen schilderde.

## Toeschrijving en datering
Het schilderij is middenonder gesigneerd ‘D.vand. / Bergen’. Het ontstond vermoedelijk na 1660, toen Van Bergen zich als schilder in Haarlem vestigde, en voor 1690, toen hij zijn laatst gedateerde werk maakte.

## Herkomst
Het werk wordt voor het eerst gesignaleerd op de boedelveiling van de Amsterdamse amateurschilder en kunstverzamelaar Gerrit Muller door veilingmeesters Jeronimo de Vries, Albertus Brondgeest, Lodewijk Hendrik Praetorius, Engelbert Michael Engelberts en Cornelis François Roos, die op 2 april 1827 plaatsvond in het huis van Muller aan de Herengracht in Amsterdam. De koper, de Dordtse verzamelaar Johannes Rombouts, liet het in 1850 na aan zijn neef Leendert Dupper (1799-1870). Deze liet het in 1870 per legaat na aan het Rijksmuseum.